# Zvi Garfunkel

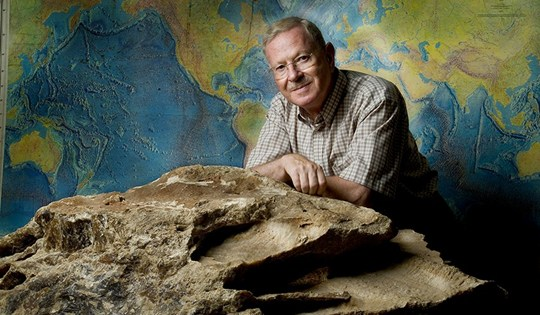
Zvi Garfunkel

Zvi Garfunkel (* 1938 in Kaunas) ist ein israelischer Geologe.
Garfunkel überlebte den Holocaust und kam mit seinen Eltern 1948 nach Israel. Er studierte ab 1958 an der Hebräischen Universität in Jerusalem Geologie und wurde 1970 promoviert. Als Post-Doktorand war er in den USA und danach wieder an der Hebräischen Universität im Institut für Geowissenschaften. 1986 erhielt er dort eine volle Professur und war vier Jahre Vorstand des Instituts. Seit 1988 ist er R. Kravis Professor für Geologie.
Er erhielt 2006 den EMET-Preis insbesondere für seine Beiträge zur Erforschung der Geologie und Tektonik von Israel und dort besonders des Grabenbruchs am Toten Meer und anderer Grabenbrüche. Außerdem befasste er sich mit Geologie und plattentektonischer Geschichte des östlichen Mittelmeerbeckens und allgemein mit plattentektonischen Prozessen und deren Verbindung mit Konvektion im Erdmantel. Er war am Sinai Forschungsprojekt beteiligt.
Er war Präsident der israelischen geologischen Gesellschaft und erhielt deren Peretz Grader und Raphael Freund Preise.

## Schriften (Auswahl)
- Herausgeber mit Zvi Ben-Avraham, Elisa Kagan: Dead Sea Transform Fault System: Reviews, Springer  2014
- Herausgeber: Mantle Flow and Plate Theory, Van Reinhold 1985
- The Negev, in: Sedimentology in Israel, Cyprus and Turkey : guidebook ; Tenth International Congress on Sedimentology, Jerusalem, July 9 – 14, 1978, Geological Survey of Israel 1978